# Davorin Kablar
Davorin Kablar (født 6. december 1977) er en tidligere slovensk fodboldspiller.